# Mohd Suffian Abdul Rahman
Mohd Suffian bin Abdul Rahman Kungi Raman (Malacca, 23 febbraio 1978 – Kuala Terengganu, 17 agosto 2019) è stato un calciatore malese.

## Carriera

### Club
Nel 2005, dopo aver giocato al Negeri Sembilan, si trasferisce al Melaka. Nel 2007 passa al Selangor. Nel 2009 viene acquistato dal Kuala Muda Naza. Nel 2010 si trasferisce al Sarawak. Nel 2011 passa al Pahang. Nel 2012 viene acquistato dal FELDA United. Nel 2013 passa al Sime Darby. Nel 2016 si trasferisce al FELDA United. Al termine della stagione rimane svincolato. Nel febbraio 2017 viene ingaggiato dal Terengganu.

### Nazionale
Ha debuttato in Nazionale il 18 giugno 2007, nell'amichevole Malesia-Cambogia (6-0), in cui sostituisce Azizon Abdul Kadir al minuto 74. Ha partecipato, con la Nazionale, pur senza mai scendere in campo, alla Coppa d'Asia 2007. Ha collezionato in totale, con la maglia della Nazionale, una presenza.

## Statistiche

### Cronologia presenze e reti in nazionale
| Cronologia completa delle presenze e delle reti in nazionale ― Malaysia | Cronologia completa delle presenze e delle reti in nazionale ― Malaysia | Cronologia completa delle presenze e delle reti in nazionale ― Malaysia | Cronologia completa delle presenze e delle reti in nazionale ― Malaysia | Cronologia completa delle presenze e delle reti in nazionale ― Malaysia | Cronologia completa delle presenze e delle reti in nazionale ― Malaysia | Cronologia completa delle presenze e delle reti in nazionale ― Malaysia | Cronologia completa delle presenze e delle reti in nazionale ― Malaysia |
| Data                                                                    | Città                                                                   | In casa                                                                 | Risultato                                                               | Ospiti                                                                  | Competizione                                                            | Reti                                                                    | Note                                                                    |
| ----------------------------------------------------------------------- | ----------------------------------------------------------------------- | ----------------------------------------------------------------------- | ----------------------------------------------------------------------- | ----------------------------------------------------------------------- | ----------------------------------------------------------------------- | ----------------------------------------------------------------------- | ----------------------------------------------------------------------- |
| 18-6-2007                                                               | Shah Alam                                                               | Malaysia                                                                | 6 – 0                                                                   | Cambogia                                                                | Amichevole                                                              | 0                                                                       | 74’                                                                     |
| Totale                                                                  |                                                                         | Presenze                                                                | 1                                                                       |                                                                         | Reti                                                                    | -0                                                                      |                                                                         |